# 린든 (가이아나)
린든(영어: Linden)은 가이아나의 도시이다.